# Nikolai Alexandrowitsch Bernstein

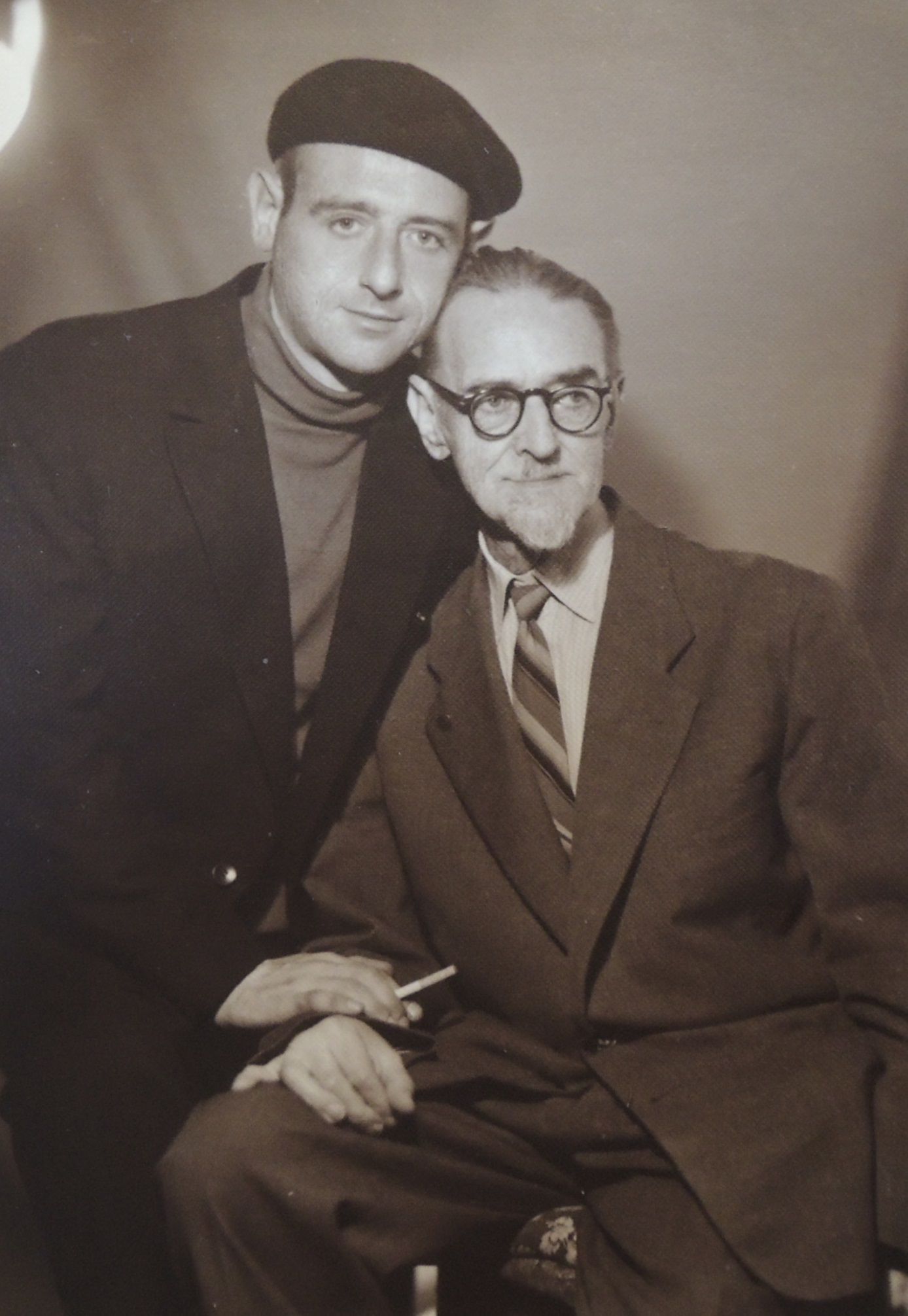
N. A. Bernstein mit seinem Sohn (verstorben) in den 60er Jahren. Das Foto befindet sich im Bestand des Archivs der Enkelin Bernsteins.

Nikolai Alexandrowitsch Bernstein (russisch Николай Александрович Бернштейн, wissenschaftliche Transliteration Nikolaj Aleksandrovič Bernštejn, * 24. Oktoberjul. / 5. November 1896greg. 1896 in Moskau; † 16. Januar 1966 ebenda) war ein russischer Physiologe und Biomechaniker. Er gilt als einer der Begründer der modernen Bewegungswissenschaften.

## Leben
Bernstein wurde im Jahre 1896 in Moskau geboren. Sein Vater Alexander Nikolajewitsch Bernstein (1870–1922) war ein bekannter Psychiater und sein Onkel Sergei Natanowitsch Bernstein (1880–1968) ein berühmter Mathematiker (siehe Feigenberg, 2014). Sein Bruder war der Bauingenieur Sergei Alexandrowitsch Bernstein. Bernstein widmete sich an der Moskauer Universität u. a. historisch-philologischen Studien, der Medizin und Mathematik. Von 1919 bis 1921 war er Angehöriger der Roten Armee. Seine eigentliche wissenschaftliche Laufbahn begann im Jahre 1922 mit einer Anstellung am neu eröffneten Labor für Biomechanik des Zentralinstituts für Arbeit (ЦИТ/CIT; Центральный институт труда) in Moskau, welches im Rahmen der HOT (russ. Научной организации труда / Wissenschaftliche Arbeitsorganisation) 1920 mit direkter Unterstützung Lenins gegründet wurde. Gastew war der langjährige Leiter des CIT. Er wurde am 8. September 1938 wegen „konterrevolutionärer terroristischer Aktivitäten“ verhaftet und am 15. April 1939 in einem Moskauer Vorort erschossen. Bernstein arbeitete von 1922 bis 1925 am CIT und war einer der führenden Köpfe. Bereits in den ersten Arbeiten setzte sich Bernstein mit seinen Befunden und Vorstellungen von den mechanischen Ansichten Gastews ab und misstraute dessen Analogievorstellung von menschlicher Bewegung und Maschine. 1925 verließ Bernstein das CIT und nahm eine Stellung am Moskauer staatlichen Institut für experimentelle Psychologie an, in welchem er mit phasenweiser Unterbrechung 20 Jahre arbeitete. Die Vertreter der berühmten kulturhistorischen Schule der Psychologie, Lurija, Wygotski und Leontjew, waren seine Kollegen.
1948 erhielt Bernstein den Stalinpreis für Wissenschaft, der in den Jahren 1941 bis 1954 verliehen wurde. Es war die höchste zivile Auszeichnung, die es für herausragende Leistungen in Kunst, Kultur und Wissenschaft in der Sowjetunion damals gab. Damit wurde explizit Bernsteins 1947 veröffentlichte Monographie "О построении движений" (Über den Aufbau der Bewegung) gewürdigt. Nach 1949 wurde Bernstein politisch verfolgt und seiner Arbeits- und Publikationsmöglichkeiten beraubt. Es gehört zu den großen Paradoxien des sowjetischen Wissenschafts- und Kulturbetriebes, dass auch hochkarätige Auszeichnungen und Würdigungen nicht vor Repressalien schützten (Beyrau, 2014).
Von 1950 bis 1953 sind aus der Feder Bernsteins keine Publikationen bekannt geworden. Ihm wurden ab 1949 im Rahmen politischer Verfolgung die Möglichkeiten einer experimentell-empirischen Arbeit sowie der Zutritt zu den wissenschaftlichen Einrichtungen verwehrt. Nach Stalins Tod im Jahre 1953 kam es zu einer teilweisen Rehabilitation. 1956 ging Bernstein offiziell in den Ruhestand. Ein gewichtiger Teil seiner theoretischen Abhandlungen mit beeindruckenden Ausblicken auf ein verändertes Verständnis der menschlichen Bewegung entstand in den Jahren danach. Sein Wirken orientierte sich nun stärker an der Integration von bewegungswissenschaftlichen, neurophysiologischen, biokybernetischen und philosophischen Erkenntnissen in das Konzept einer Physiologie und Biologie der Aktivität, das sich als Gegenentwurf zur klassischen Reflextheorie verstand und wichtige Denkanstöße für die weitere Erforschung der menschlichen Bewegung geliefert hat.
Die erste geschlossene Biographie zu diesem Forscher wurde 2004 von Josef M. Feigenberg verfasst. In einem Beitrag von Haralds Jansons (1992) finden sich zudem diverse Fotos von Bernstein und seiner Familie sowie seiner Arbeitsorte.

## Werk und Bedeutung
Insgesamt sind ca. 140 Publikationen nachweisbar. Ein chronologisches Verzeichnis aller Schriften, zusammengestellt vom Bernstein-Schüler Josef M. Feigenberg, findet sich im Anhang der „Bewegungsphysiologie“, einem Sammelband mit wichtigen Beiträgen Bernsteins. Eine erweiterte Zusammenstellung mit der zusätzlichen Angabe von Manuskripten aus seinem persönlichen Bernstein-Archiv in Riga veröffentlichte Haralds Jansons 1992.
Nur ein Bruchteil von Bernsteins Texten wurden ins Englische oder Deutsche übersetzt. Diese wenigen Übersetzungen reichten aus, ihn weltweit als einen der führenden Bewegungswissenschaftler auszuweisen.
Seine erste wissenschaftliche Publikation aus dem Jahre 1922 beschäftigte sich mit Fragen der Größenwahrnehmung. In den folgenden Jahren befasst er sich intensiv mit der Untersuchung von musikalischen und Arbeitsbewegungen (u. a. zum Hammerschlag und der Biodynamik des Klavieranschlags), der Funktionsweise des Zentralnervensystems und der Physiologie der Muskelkontraktion. Weiterhin finden sich Veröffentlichungen zu Fragen der Ermüdung, der Entwicklung von Untersuchungsmethoden, mathematischen Beschreibungsmöglichkeiten der Bewegung sowie zu theoretischen und praktischen Aspekten einer Biomechanik. 1926 erschien seine erste Monografie „Obscaja biomechanika“ (Allgemeine Biomechanik). Ein inhaltlicher Schwerpunkt seiner Forschungen lag auf der Analyse der Variabilität und Stabilität von Bewegungen.
Bis einschließlich des Jahres 1930 lagen bereits 37 Publikationen wissenschaftlichen Inhalts vor. Einige dieser Arbeiten finden sich in deutschsprachigen Zeitschriften, so in der „Zeitschrift für angewandte Mathematik und Mechanik“, in „Pflüger's Archiv für die gesamte Physiologie des Menschen und der Tiere“ und in der Zeitschrift „Arbeitsphysiologie“. Die frühen Jahre waren von einer großen Breite wissenschaftlicher Betätigung, Weltoffenheit und Kreativität geprägt.
In den 1930er Jahren fokussierten seine Forschungen zunehmend stärker auf Aspekte der Lokomotion, des Gehens und Laufens in sportlichen und Alltagsbewegungen. Als eine Zäsur und Höhepunkt in seinem Schaffen kann die 1947 erschienene Monografie О построении движений (Über den Aufbau der Bewegung) gelten.
Zumindest vier wissenschaftliche Kernideen Bernsteins sollen explizit hervorgehoben werden:
- die Betonung des ganzheitlichen Charakters und der strukturelle Kompliziertheit der lebendigen Bewegung
- die Idee der Nichteindeutigkeit von Zentrum und Peripherie in der motorischen Aktivität
- die begriffliche Unterscheidung in metrische und topologische Dimensionen der Bewegungsregulation
- umfangreiche Beobachtungen zu Phänomenen der Variabilität in den kinematischen und dynamischen Parametern der Bewegung.

Bernstein erkannte, dass Bewegungen nicht starr durch festgeschriebene neuro-motorische Programme gesteuert, sondern flexibel an die aktuelle Situation angepasst werden. Daher sei die Hauptaufgabe bei der Koordination von Bewegungen die Steuerung der vielfältigen Freiheitsgrade, die der menschliche Körper zulässt.
Bernsteins Veröffentlichungen wurden erst mit erheblicher Verzögerung in die englische und deutsche Sprache übersetzt und somit westlichen Wissenschaftlern zugänglich. Sie sollten jedoch einen tiefgreifenden Einfluss auf die wissenschaftlichen Strömungen der Bewegungsforschung nehmen. Sie gelten u. a. als Grundlage für die Anwendung der dynamischen Systemtheorie auf die motorische Koordination.
Seit den 80er Jahren wird Bernstein in den Lehrbüchern zur Biomechanik, Bewegungs- und Sportwissenschaft oder Physiologie mit einer durchgängigen Kontinuität zitiert. In aktuellen Projekten zur Robotik (Runbot, 2007) wurde seine Mehrebenenvorstellung der Bewegungssteuerung umgesetzt. Beachtung finden heutzutage auch seine Klavierstudien aus den 20er Jahren. Zudem wird seine Mehrebenenvorstellung der menschlichen Bewegung aktuell in der Physiotherapie genutzt (Maximova, 2013).

## Bernsteins Kontroverse mit Pawlow
Im Manuskript einer Monografie von 1936, das der Fachwelt viele Jahrzehnte unbekannt war und erst 2003 in Russland offiziell gedruckt wurde, positioniert sich Bernstein klar gegen die Theorie bedingter Reflexe von Iwan Petrowitsch Pawlow. Hierbei ging es Bernstein nicht um eine generelle Negierung des Gesamtkonzepts, vielmehr zeigt er dessen Grenzen und Einengungen auf. Sein Fazit lautet:
„Der radikale Fehler der Mehrheit der Ideologen aus der Schule der bedingten Reflexe besteht eben darin, dass sie Prozesse des Einpaukens erforschen und denken, sie würden Prozesse des Verhaltens studieren.“
Bernstein äußert sich zudem kritisch zu den Grenzen des Konzepts der bedingten Reflexe bei der Erklärung von künstlerisch-kreativen Leistungen des Menschen. Allerdings stand er mit seiner Kritik nicht allein. Lew Wygotski schrieb bereits 1925:
„Der Reflex ist ein abstrakter Begriff von sehr hohem methodologischem Wert; er kann jedoch nicht zum Grundbegriff einer als konkrete Wissenschaft vom Verhalten des Menschen geltenden Psychologie werden. Der Mensch ist auf keinen Fall ein mit Reflexen angefüllter Lederbeutel und das Gehirn kein Gasthof für zufällig gleichzeitig einkehrende bedingte Reflexe.“
Die Position Pawlows war jedoch zu diesem Zeitpunkt wissenschaftlich im öffentlichen Rahmen kaum angreifbar. Pawlow erfuhr eine umfassende politische und materielle Stützung seiner Forschungen. Seine exponierte Stellung resultierte auch aus dem Gewinn des Nobelpreises für Medizin 1904, den er als erster Russe überhaupt für seine Untersuchungen zur Funktion der Verdauungsdrüsen des Hundes erhielt. Erst später wandte er sich der systematischen Erforschung der bedingen Reflexe zu.
Am 24. Januar 1921 signierte Lenin persönlich ein Dekret zu Pawlow, welches am 11. Februar 1921 in der Zeitschrift Izvestiâ veröffentlicht wurde.
In ihm würdigt er die:
„ganz außerordentlichen wissenschaftlichen Verdienste des Akademiemitglieds I. P. Pawlow, die von ungeheurer Bedeutung für die Werktätigen der ganzen Welt sind“.
Per Erlass wurde eine Kommission unter dem Vorsitz des berühmten Schriftstellers Maxim Gorki eingesetzt,
„in kürzester Frist maximal günstige Bedingungen zu schaffen, die die wissenschaftliche Arbeit des Akademiemitglieds Pawlow und seiner Mitarbeiter gewährleisten.“
An diesem herausragenden Status Pawlows hatte sich bis zu seinem Tode nichts geändert. Was seine Erkenntnisse für die politische Elite ideologisch in besonderer Weise verwertbar machte, war die Deklaration von Erziehungs- und Bildungsprozesse zu einem Geschehen bedingter Reflexe, die nach Pawlows Auffassung zudem vererbbar sein sollten. In seinen Vorlesungen schlussfolgerte er aus den Experimenten:
„Es ist offensichtlich, daß unsere Erziehung, unser Lernen, jegliche Disziplin und unsere vielen Gewohnheiten lange Reihen von bedingten Reflexen sind.“ (Vorlesungen über die Arbeit der Großhirnhemisphären, gehalten 1924)
Bereits 1913 formulierte er:
„Man kann annehmen, daß sich einige der neugebildeten bedingten Reflexe später durch Vererbung in unbedingte verwandeln.“
Es wurden jedoch nie Untersuchungen an Menschen durchgeführt, sondern lediglich von Tierexperimenten auf menschliches Verhalten geschlossen. Der russische Politiker Nikolai Iwanowitsch Bucharin bezeichnet 1924 die Lehren Pawlows als „Waffe aus dem Eisenarsenal des Materialismus.“
Am 27. Februar 1936 verstarb Pawlow. Bernstein zog seine gegen Pawlow gerichtete Schrift aus dem Druckverfahren zurück. Anteilig können pietätische Gründe geltend gemacht werden, jedoch äußerten sich 1936 bereits Vorformen des Großen Terrors der Jahre 1937/38. Es ist anzunehmen, dass Bernstein auch aus Selbstschutzgründen auf die Veröffentlichung der Kritik verzichtete, zumal Pawlows Bedeutung und Ansehen nach dessen Tod noch wuchs. Heute gilt Bernstein als der wissenschaftliche Hauptopponent Pawlows.

## Politische Verfolgung in den 40er und 50er Jahren
1949 begann die politisch motivierte Verfolgung gegen Bernstein. Arbeits- und Publikationsmöglichkeiten wurden Bernstein ab 1949 bis Mitte der 50er Jahre praktisch verwehrt. Ein antisemitischer Hintergrund ist aus dem gesellschaftlichen Gesamtkontext heraus wahrscheinlich, zumindest galten die Attacken in der Sowjetunion allgemein den „wurzellosen Kosmopoliten“, zu denen weltoffene sowie jüdische Wissenschaftler gezählt wurden.
Von 1949 bis 1950 gab es in fast jeder Ausgabe der führenden sowjetischen sportwissenschaftlichen Zeitschrift Teorija i praktika fizičeskoj kultury Angriffe und Stellungnahmen gegen ihn. Auf der Moskauer Pawlow-Tagung vom 28. Juni bis 4. Juli 1950 ergingen sich mehrere Referenten in teils rüden Attacken, so Asratjan, Birjukov, Frolov und in besonderem Maße K. M. Smirnov vom Fortbildungskurs für Körpererziehung Leningrad, der schreibt:
„Prof. Bernstein stellt phantastische Hypothesen über die Natur der Koordination der Bewegungen auf und versucht, die Lehre Pawlows durch Überlegungen a priori zu widerlegen … Durch seine völlig falschen sowie sachlich und methodologisch unrichtigen Anschauungen hat Bernstein das von ihm gewonnene interessante Untersuchungsmaterial unbrauchbar gemacht.“
Noch härter urteilen P. Žukov und K. Kožin in der Zeitschrift Prawda am 21. August 1950:
„… Bernstein katzbuckelt vor vielen Gelehrten der Bourgeoisie. Die Namen des Reaktionärs Sherrington und anderer ausländischer Physiologen werden genannt … Bernstein verleumdet Pawlow frech … Die `Entdeckungen´ Bernsteins sind ein typisches Beispiel für die bloße Biologisierung und Mechanisierung … Die verworrenen antipawlowschen Lehren Bernsteins fügen der Sportwissenschaft geradezu Schaden zu.“
Auch das Publikationsorgan der DDR-Sportwissenschaft Theorie und Praxis der Körperkultur positioniert sich 1952/53 mit äußerst abwertenden Einschätzungen. Bis ca. Mitte der 50er Jahre lassen sich solche Angriffe gegen Bernstein dokumentieren, ehe ihm wieder Arbeits- und Publikationsmöglichkeiten gestattet wurden.

## Rezeptionsgeschichte
1957 erfolgte in der DDR die nachweislich erste Übersetzung eines Artikels von Bernstein mit dem Titel „Einige heranreifende Probleme der Regulation motorischer Akte“ aus der russischen Zeitschrift Fragen der Philosophie (Voprossii Psichologii) von 1957 (vgl. Pöhlmann, 1966, S. 62). 1958 gab es eine Arbeitsübersetzung von Kapiteln der Monographie „Über den Aufbau der Bewegung“ durch Kurt Meinel, Professor an der Deutschen Hochschule für Körperkultur Leipzig. Bemerkenswerterweise geschah dies zu einer Zeit, in welcher Bernstein in der UdSSR nach Jahren der Diffamierung noch weitgehend totgeschwiegen wurde. 1996 initiierte Günter Schnabel am Institut für Angewandte Trainingswissenschaft (IAT) Leipzig eine Neubearbeitung der frühen Bernstein-Übersetzung aus dem Jahre 1958, die damit auch der Fachöffentlichkeit zugänglich ist. In den 60er Jahren erfolgten in der DDR erste positive Bewertungen aus der Arbeitspsychologie und Sportwissenschaft heraus (Hacker, 1962; Pöhlmann, 1966; Schnabel, 1968). Parallel kann man eine positive Rezeption der Bernstein-Arbeiten auch für Polen konstatieren. Ein Band mit ins Englische übersetzten Texten erschien 1967. Die erste veröffentlichte Übersetzung eines Bernstein-Artikels ins Deutsche erfolgte 1971 in einem Sammelband von Kussmann und Kölling. 1972 folgte in der DDR die Übersetzung eines Sammelbands der Akademie der Wissenschaften der UdSSR aus dem Jahre 1966 mit einem Beitrag Bernsteins. Ab ca. Mitte der 70er Jahre kann man, auch gestützt durch das Erscheinen eines Bands mit Bernstein-Arbeiten in der DDR (Pickenhain & Schnabel, 1975) von einer weitestgehenden Akzeptanz seines Werks ausgehen. Die weltweit erste internationale Konferenz zu Bernstein fand vom 2. bis 3. November 1988 auf deutschem Boden in Trassenheide in der DDR mit mehr als 100 Teilnehmern statt. Die Organisation lag bei der Fachkommission Sportmotorik des Wissenschaftlichen Rates beim Staatssekretariat für Körperkultur und Sport und dem seit 1971 existierenden Forschungszirkel Nikolai Alexandrowitsch Bernstein der Ernst-Moritz-Arndt-Universität Greifswald. In den Kontext der positiven Würdigungen gehört auch die Arbeit von Klaus Schneider (1989), in welcher experimentell die Koordinationshypothese Bernsteins überprüft wurde.
Eine zweite Bernstein-Konferenz folgte 1996 in Zinnowitz.
Zeitgleich fand 1996 eine Konferenz über Bernstein an der Pennsylvania State University unter Leitung von Mark L. Latash statt. Mit dem Zusammenbruch der DDR erloschen im Wesentlichen auch die progressiven Potentiale einer Biographie- und Werksforschung auf deutschem Boden. Forschungen zu Werk und Leben Bernsteins finden heute vor allem in Israel (Feigenberg), Russland (Sirotkina, Talis), Lettland (Jansons), den Niederlanden (Meijer, Bongaardt) und den USA (Latash) statt. 2004 erschien in Moskau die erste geschlossene Biographie auf Russisch (Autor: Josef M. Feigenberg). 2014 konnte eine Übersetzung ins Englische, textlich und um interessantes Bildmaterial erweitert, in Deutschland herausgebracht werden. Aktuell ist der direkte Zugang zu Originaldokumenten, die Bernstein betreffen, für außerhalb Russlands arbeitende Wissenschaftler immer noch schwierig. Vom 6. Juli bis 8. Juli 2012 fand in Leipzig zu Ehren der frühen Würdigungen Bernsteins in Deutschland die Internationale Jahrestagung 2012 der Deutschen Gesellschaft für Geschichte der Sportwissenschaft e. V. zum Thema N.A. Bernstein versus I.P. Pavlov – ´bedingte Reflexe´ revisited statt. Vor einigen Jahren wurde zudem ein unveröffentlichtes Manuskript Atlas des Ganges und Laufes des Menschen in der Bibliothek des Leibniz-Instituts für Arbeitsforschung an der Technischen Universität Dortmund entdeckt (Umfang 120 Seiten). Die Hinweise dazu kamen aus dem russischen Sprachraum (Čchaidze & Čumakov, 1972; Kosenko, 2012; Talis, 2015). Es enthält sorgfältig angefertigte Skizzen, Messblätter und Fotos über den menschlichen Gang, die in einzigartiger Weise die präzise Arbeit Bernsteins bei der Untersuchung der Lokomotion dokumentieren. Es wird deutlich, wie genau er die Bewegung abbildete, um in ihre Geheimnisse einzudringen und grundlegende Gesetzmäßigkeiten aus dem Erfassten zu formulieren. Nikolai Bernstein hatte es 1929 dem Kaiser-Wilhelm-Institut für Arbeitsphysiologie anlässlich eines Arbeitsbesuches geschenkt. Derzeit wird eine Drucklegung des Werks durch die Deutsche Gesellschaft für Geschichte der Sportwissenschaft e. V. vorbereitet. Eine digitalisierte Form ist in der Universal Multimedia Electronic Library (UrMEL) der Thüringer Universitäts- und Landesbibliothek Jena abrufbar.

## Ausgewählte Veröffentlichungen Bernsteins
- The co-ordination and regulation of movements. Pergamon Press, Oxford 1967.
- Bewegungsphysiologie. (Hrsg. Lothar Pickenhain, Günter Schnabel). Johann Ambrosius Barth, Leipzig 1975/1988 (1. u. 2. Aufl.).
- Bewegungskontrolle. In: Thomas Kussmann, Heinz Kölling (Hrsg.): Biologie und Verhalten. Ein Reader zur sowjetischen Psychophysiologie. Huber, Bern 1971, S. 146–172.
- Probleme der Modellierung in der Biologie der Aktivität. In: Hansjürgen Matthies, Fritz Pliquett (Hrsg.): Mathematische Modellierung von Lebensprozessen. Akademieverlag, Berlin 1972, S. 163–173.
- O lovkosti i ee razvitii (Über die Geschicklichkeit und ihre Entwicklung). Fiskultura I sport, Moskau 1991 (unveröff. Originalmanuskript von 1947, russ.).
- Die Entwicklung der Bewegungsfertigkeiten. Übersetzung Kapitel VIII aus N. A. Bernstein: O postrojenii dviženij (Über den Aufbau der Bewegungen). Medgiz, Moskau 1947 (Bearbeitung: G. Schnabel, H. Sandner; Übersetzung: C. Bauer 1996 / J. Schlief 1958.) IAT/dvs, Leipzig 1996/1958.
- Fiziologiâ dviženij i aktivnost´. Nauka, Moskau 1966 (Red. O. G. Gazenko / I. M. Feigenberg, Originale veröffentlicht 1947, 1966).
- Sovremennye iskaniâ b fiziologii nervnogo processa (Aktuelle Untersuchungen zur Physiologie nervaler Prozesse). Smysl, Moskau 2003 (unveröff. Originalmanuskript von 1936, russ.; Red. des Erstdrucks 2003 Josef M. Feigenberg & Irina E. Sirotkina), ISBN 5-89357-132-0.

## Weiterführende Literatur
- Irina E. Sirotkina: Rol´ issledovanij N. A. Bernštejna v pazvitii otečestvennoj psihologii (Die Bedeutung der Forschungen N. A. Bernsteins für die Entwicklung der einheimischen Psychologie). Dissertation. Lomonossow-Universität, Moskau 1989.
- Irina E. Sirotkina: Ot peakcii k živomy dviženiû: N. A. Bernštejn b Psihologičeskom institute dvadcatyh godov (Von der Reaktion zur lebendigen Bewegung: N. A. Bernstein am Psychologischen Institut in den 20er Jahren). In: Voprosy Psihologii. 4, 1994, S. 17–27.
- Irina E. Sirotkina: N. A. Bernshtein. The years before and after "Pavlov Session". In: Russian Studies in History: a journal of translation. 34, 2, 1995, S. 24–36.
- Irina E. Sirotkina: The Ubiquitous Reflex and Its Critics in Post-Revolutionary Russia. In: Berichte zur Wissenschaftsgeschichte. 32, wikilink1, 2009, S. 70–81.
- Peter Hirtz, Rilo Pöhlmann (Red.): Aktuelle sportmotorische Forschungen im Lichte der Lehren N. A. Bernsteins [Themenheft]. In: Theorie und Praxis der Körperkultur. 38 Jg., Beiheft 2, 1989.
- Mark L. Latash (Hrsg.): Progress in Motor Control: Bernstein's Traditions in Movement Studies, Vol. 1. Human Kinetics, Champaign, Il 1998, ISBN 0-88011-674-9.
- Mark L. Latash (Hrsg.): Progress in Motor Control: Structure-Function Relations in Voluntary Movements, Vol 2. Human Kinetics, Champaign, IL 2002, ISBN 0-7360-0027-5.
- Mark L. Latash (Hrsg.): Progress in Motor Control: Effects of Age, Disorder, and Rehabilitation, Vol 3. Human Kinetics, Champaign, IL 2004, ISBN 0-7360-4400-0.
- Rob Bongaardt: Shifting Focus: The Bernstein Tradition in Movement Science. Druk 80, Amsterdam 1996.
- Peter Hirtz, Franco Nüske (Hrsg.): Bewegungskoordination und sportliche Leistung integrativ betrachtet. 2. Bernstein-Konferenz und 2. gemeinsames Symposium der dvs-Sektionen Biomechanik, Sportmotorik und Trainingswissenschaft vom 25. – 27. September 1996 in Zinnowitz. Czwalina, Hamburg 1997, ISBN 3-88020-305-9.
- Dagmar Sternad: Die amerikanische Bernstein-Rezeption und die US-Konferenz „Bernstein´s Traditions in Motor Control“. In: Peter Hirtz, Franco Nüske (Hrsg.): Bewegungskoordination und sportliche Leistung integrativ betrachtet. Czwalina, Hamburg 2007, S. 22–32.
- Torsten Rüting: Pavlov und der Neue Mensch. Diskurse über Disziplinierung in Sowjetrussland. Oldenbourg, München 2002, ISBN 3-486-56679-2.
- Josef M. Feigenberg: Nikolai Bernstein: Ot refleksa k modeli buduŝego (Nikolai Bernstein: Von den Reflexen zur Modellierung der Zukunft.) Smysl, Moskau 2004, ISBN 5-89357-161-4.
- Josef M. Feigenberg: Nikolai Bernstein: From Reflex to the Model of the Future. Translator: Julia Linkova, Editors: Eberhard Loosch; Vera Talis. LIT, Münster 2014.
- Onno G. Meijer, S. Bruijn: The Loyal Dissident: N. A. Bernstein and the Double-Edged Sword of Stalinism. In: Journal of the History of the Neurosciences. 16 (1), 2007, S. 206–224.
- Onno G. Meijer: Bernstein Versus Pavlovianism. An Interpretation. In: Mark L. Latash: Progress in Motor Control. Volume Two. Human Kinetics, Champaign, IL 2002, ISBN 0-7360-0027-5, S. 229–250.
- Julia Kursell: Moscow Eye and Ear Control. Über die neurophysiologischen Arbeiten von Nikolaj Bernštejn zum Klavierspiel. In: Sabine Flach, Margarete Vöhringer (Hrsg.): Ultravision. Zum Wissenschaftsverständnis der Avantgarde. Fink, München 2010, ISBN 978-3-7705-4917-7, S. 83–105.
- Eberhard Loosch: Nikolai Alexandrowitsch Bernstein. Notizen zu Leben und Werk. In: Jürgen Court, Arno Müller, Wolfram Pyta (Hrsg.): Jahrbuch 2010 der Deutschen Gesellschaft für Geschichte der Sportwissenschaft e. V. LIT, Berlin 2012, ISBN 978-3-643-11476-1, S. 41–74.
- Eberhard Loosch: Geschichte der deutschen Bernstein-Rezeption von 1952 bis zur Gegenwart. In: Jürgen Court, Eberhard Loosch, Arno Müller (Hrsg.): Jahrbuch 2012 der Deutschen Gesellschaft für Geschichte der Sportwissenschaft e. V. LIT, Berlin 2014, ISBN 978-3-643-12437-1, S. 45–56.
- Haralds Jansons: Bernstein: The microscopy of movement. In: Aurelio Cappozzo, Marco Marchetti, Virgilio Tosi (Hrsg.): Biolocomotion: A century of research using moving pictures. Promograph, Roma 1992, ISBN 88-86125-00-3, S. 137–174.